# Kanadas Grand Prix 2000
Kanadas Grand Prix 2000, officiellt XXXVIII Grand Prix Air Canada, var ett Formel 1-lopp som kördes 18 juni 2000 på Circuit Gilles Villeneuve i Montréal i Kanada. Loppet var det åttonde av sammanlagt sjutton deltävlingar ingående i Formel 1-säsongen 2000 och kördes över 69 varv.

## Resultat
1. Michael Schumacher, Ferrari, 10 poäng
2. Rubens Barrichello, Ferrari, 6
3. Giancarlo Fisichella, Benetton-Playlife, 4
4. Mika Häkkinen, McLaren-Mercedes, 3
5. Jos Verstappen, Arrows-Supertec, 2
6. Jarno Trulli, Jordan-Mugen Honda, 1
7. David Coulthard, McLaren-Mercedes
8. Ricardo Zonta, BAR-Honda
9. Alexander Wurz, Benetton-Playlife
10. Pedro Diniz, Sauber-Petronas
11. Jenson Button, Williams-BMW
12. Gaston Mazzacane, Minardi-Fondmetal
13. Eddie Irvine, Jaguar-Cosworth
14. Ralf Schumacher, Williams-BMW (varv 64, kollision)
15. Jacques Villeneuve, BAR-Honda (64, kollision)
16. Marc Gené, Minardi-Fondmetal (64, snurrade av)

### Förare som bröt loppet
- Pedro de la Rosa, Arrows-Supertec (varv 48, kollision)
- Mika Salo, Sauber-Petronas (42, elsystem)
- Jean Alesi, Prost-Peugeot (38, elsystem)

## VM-ställning
| Förarmästerskapet 1. Michael Schumacher, Ferrari, 56 2. David Coulthard, McLaren-Mercedes, 34 3. Mika Häkkinen, McLaren-Mercedes, 32 | Konstruktörsmästerskapet 1. Ferrari, 84 2. McLaren-Mercedes, 66 3. Benetton-Playlife, 18 |